# Championnats d'Europe de patinage de vitesse sur piste courte 2012
Navigation
Édition précédente Édition suivante
Les Championnats d'Europe de patinage de vitesse sur piste courte 2012 se déroulent à Mladá Boleslav (République tchèque), du 27 au 29 janvier 2012.

## Podiums

### Hommes
| Épreuves        | Or                                                                       | Argent                                                                         | Bronze                                                               |
| --------------- | ------------------------------------------------------------------------ | ------------------------------------------------------------------------------ | -------------------------------------------------------------------- |
| 500 m           | Vladimir Grigorev (RUS)                                                  | Jack Whelbourne (GBR)                                                          | Jon Eley (GBR)                                                       |
| 1 000 m         | Sjinkie Knegt (NED)                                                      | Evgenii Kozulin (RUS)                                                          | Paul Herrmann (GER)                                                  |
| 1 500 m         | Sjinkie Knegt (NED)                                                      | Semen Elistratov (RUS)                                                         | Niels Kerstholt (NED)                                                |
| 3 000 m         | Niels Kerstholt (NED)                                                    | Semen Elistratov (RUS)                                                         | Sjinkie Knegt (NED)                                                  |
| 5 000 m relais  | Pays-Bas Daan Breeuwsma Niels Kerstholt Sjinkie Knegt Freek van der Wart | Russie Semen Elistratov Vladimir Grigorev Evgenii Kozulin Viacheslav Kurginian | Allemagne Robert Becker Paul Herrmann Torsten Kroeger Robert Seifert |
| Toutes épreuves | Sjinkie Knegt (NED)                                                      | Niels Kerstholt (NED)                                                          | Semen Elistratov (RUS)                                               |

### Femmes
| Épreuves        | Or                                                                           | Argent                                                                    | Bronze                                                               |
| --------------- | ---------------------------------------------------------------------------- | ------------------------------------------------------------------------- | -------------------------------------------------------------------- |
| 500 m           | Arianna Fontana (ITA)                                                        | Martina Valcepina (ITA)                                                   | Andrea Keszler (HUN)                                                 |
| 1 000 m         | Jorien ter Mors (NED)                                                        | Bernadett Heidum (HUN)                                                    | Véronique Pierron (FRA)                                              |
| 1 500 m         | Arianna Fontana (ITA)                                                        | Jorien ter Mors (NED)                                                     | Olga Belyakova (RUS)                                                 |
| 3 000 m         | Arianna Fontana (ITA)                                                        | Jorien ter Mors (NED)                                                     | Martina Valcepina (ITA)                                              |
| 3 000 m relais  | Pays-Bas Annita van Doorn Sanne van Kerkhof Yara van Kerkhof Jorien ter Mors | Italie Arianna Fontana Cecilia Maffei Arianna Valcepina Martina Valcepina | Hongrie Bernadett Heidum Andrea Keszler Szandra Lajtos Patricia Toth |
| Toutes épreuves | Arianna Fontana (ITA)                                                        | Jorien ter Mors (NED)                                                     | Martina Valcepina (ITA)                                              |

## Tableau des médailles
| Rang | Nation          | Or | Argent | Bronze | Total |
| ---- | --------------- | -- | ------ | ------ | ----- |
| 1    | Pays-Bas        | 7  | 4      | 2      | 13    |
| 2    | Italie          | 4  | 2      | 2      | 8     |
| 3    | Russie          | 1  | 4      | 2      | 7     |
| 4    | Hongrie         | 0  | 1      | 2      | 3     |
| 5    | Grande-Bretagne | 0  | 1      | 1      | 2     |
| 6    | Allemagne       | 0  | 0      | 2      | 2     |
| 7    | France          | 0  | 0      | 1      | 1     |